# 제41회 청룡영화상
제41회 청룡영화상은 2021년 2월 9일에 열린 시상식이다.

## 수상 및 후보

### 최우수 작품상
- 남산의 부장들 - 우민호 수상
- 남매의 여름밤 - 윤단비
- 소리도 없이 - 홍의정
- 윤희에게 - 임대형
- 82년생 김지영 - 김도영

### 감독상
- 윤희에게 - 임대형 수상
- 강철비2: 정상회담 - 양우석
- 남산의 부장들 - 우민호
- 다만 악에서 구하소서 - 홍원찬
- 반도 - 연상호

### 남우주연상
- 소리도 없이 - 유아인 수상
- 남산의 부장들 - 이병헌
- 다만 악에서 구하소서 - 이정재
- 강철비2: 정상회담 - 정우성
- 다만 악에서 구하소서 - 황정민

### 여우주연상
- 정직한 후보 - 라미란 수상
- 윤희에게 - 김희애
- 디바 - 신민아
- 지푸라기라도 잡고 싶은 짐승들 - 전도연
- 82년생 김지영 - 정유미

### 남우조연상
- 다만 악에서 구하소서 - 박정민 수상
- 강철비2: 정상회담 - 신정근
- 강철비2: 정상회담 - 유연석
- 남산의 부장들 - 이성민
- 남산의 부장들 - 이희준

### 여우조연상
- 삼진그룹 영어토익반 - 이솜 수상
- 82년생 김지영 - 김미경
- 삼진그룹 영어토익반 - 박혜수
- 결백 - 배종옥
- 반도 - 이레

### 신인남우상
- 버티고 - 유태오 수상
- 신의 한 수: 귀수편 - 우도환
- 소리꾼 - 이봉근
- 어서오시게스트하우스 - 이학주
- 결백 - 홍경

### 신인여우상
- 찬실이는 복도 많지 - 강말금 수상
- 윤희에게 - 김소혜
- 지푸라기라도 잡고 싶은 짐승들 - 신현빈
- 결백 - 신혜선
- 야구소녀 - 이주영

### 신인감독상
- 소리도 없이 - 홍의정 수상
- 82년생 김지영 - 김도영
- 찬실이는 복도 많지 - 김초희
- 남매의 여름밤 - 윤단비
- 사라진 시간 - 정진영

### 음악상
- 삼진그룹 영어토익반 - 달파란 수상
- 남산의 부장들 - 조영욱
- 다만 악에서 구하소서 - 모그
- 윤희에게 - 김해원
- 천문: 하늘에 묻는다 - 조성우

### 미술상
- 삼진그룹 영어토익반 - 배정윤 수상
- 남산의 부장들 - 조화성 외 1명
- 다만 악에서 구하소서 - 조화성
- 반도 - 이목원
- 천문: 하늘에 묻는다 - 조화성 외 1명

### 기술상
- 백두산 - 진종현 수상
- 남산의 부장들 - 김서희
- 다만 악에서 구하소서 - 이건문
- 반도 - 정황수
- 삼진그룹 영어토익반 - 윤정희

### 각본상
- 윤희에게 - 임대형 수상
- 남매의 여름밤 - 윤단비
- 남산의 부장들 - 우민호 외 1명
- 소리도 없이 - 홍의정
- 82년생 김지영 - 유영아

### 인기스타상
- 유아인 수상
- 정유미 수상

### 한국영화 최다관객상
- 백두산

### 편집상
- 지푸라기라도 잡고 싶은 짐승들 - 한미연 수상
- 남산의 부장들 - 정지은
- 다만 악에서 구하소서 - 김형주
- 윤희에게 - 박세영
- 82년생 김지영 - 신민경

### 촬영조명상
- 다만 악에서 구하소서 - 홍경표 수상
- 강철비2: 정상회담 - 김태성
- 남산의 부장들 - 고락선 외 1명
- 디바 - 김선령 외 1명
- 반도 - 이형덕 외 1명
- 강철비2: 정상회담 - 송재호

### 단편영화상
- 실 - 이나연 외 1명 수상
- 굿 마더 - 이유진
- 긴 밤 - 김정민
- 소풍같이 - 전승표
- 순영 - 박서영
- 우리의 낮과 밤 - 김소형
- 이종 - 안소회
- 인흥리 37-1 - 김지혜
- 조지아 - 제이 박
- Ok, 탑스타 - 이건휘

## 같이 보기
- 제56회 백상예술대상
- 제56회 대종상